# Плит-Фор
Плит-Фор — железнодорожный испытательный полигон, расположенный на севере Франции вблизи города Валансьен в местечке Плит-Фор. Сооружён по инициативе компаний-учредителей, выпускающих поезда в городах Реме, Марли, Трите. Рядом базируется бюро железнодорожных дорог Франции по сертификации подвижного состава.

## Технические особенности
Полигон имеет следующие пути:
1. длиной 2750 м для скоростных испытаний, рассчитанный на максимальную скорость 100 км/ч;
2. длиной 1850 м, где проходят ресурсные испытания при максимальной скорости 80 км/ч
3. s-образный длиной 2950 м, для испытания систем автоматического управления.

Полигон соединён линией с испытательным центром, а через него и с железнодорожной сетью Франции.